# Rolf Englund
Rolf Englund, född 24 april 1941, är en svensk författare och civilekonom. 
Han har varit ordförande för Konservativa Studentföreningen i Lund och förbundssekreterare på Moderata ungdomsförbundet. Han har även arbetat på Timbro, Skattebetalarna och moderaterna. I samband med Folkomröstningen om införande av euron i Sverige 2003 var Englund en av initiativtagarna till Medborgare mot EMU.